# The Painter
The Painter è l'ottavo album dei KC and the Sunshine Band.

## Tracce
1. Stand Up – 2:56
2. Don't Say No – 4:12
3. It Happens Every Night – 4:21
4. Go Now – 3:02
5. The Painter – 3:10
6. Sway – 2:56
7. Summer Nights – 3:18
8. Baby I'm Yours – 3:18
9. Love Me – 3:24
10. All Through the Night – 4:35
11. Something's Happening – 3:36
12. Are You Feeling Like Me – 3:11